# メディレクト
メディレクトは、日本の出版社である。

## 概要
一般向けの書籍も出版しているが、近年はセクシャルマイノリティ（特にゲイ）に関する出版物を主に発行している。また、書籍だけでなくゲイビデオも販売。ゲイ関連発行物については、ダウンロード販売も行っている。
流通に関しては、一部発行物を除き、全国の書店で販売されている。また、Amazonなどのオンラインショップでも取り扱いがある。
なお、以前の社名は「古川書房」だったが、2015年12月から変更となった。

## 沿革
- 1972年10月10日古川書房として創業。
- 2004年設立。
- 2015年12月メディレクトに社名変更。

## 月刊『G-men』発行元
日本のゲイ雑誌のひとつ『G-men』を発行している出版社でもある。同誌の発行については、創刊からしばらくは「有限会社ジープロジェクト」が行っていたが、途中からメディレクト（旧 古川書房）が担うようになった。また、同誌編集部も当初はジープロジェクト名義だったが、のちに「G-men編集部」となっている。ちなみに、『SUPER SM-Z』の前身『SM-Z』や、2006年までの『ゲイナビ』も、「雄出版」という現在とは異なる出版社が発行していた。
レーベル「爆男コミックス」からは、『G-men』やその関連誌に掲載された漫画の単行本（およびその電子書籍版）が非常に多く発行されている。一方、官能小説は電子書籍化されて配信される場合が大半であり、『G-men』掲載作が紙媒体で出版されることは珍しい。
月刊誌としての発行は20年以上続いたが、2016年2月に休刊となった。最終巻となった241号にて、創刊当時から赤字続きであったことが明かされた。多額の債務を抱えたことで、会社の存続はもとより、編集者や作家にも自己破産の危機が迫ったこともあったと同号では述べられている。

## 主な出版物

### 雑誌
- G-men - 月刊誌。1995年4月創刊[7][8]。2012年9月で通巻200号に到達したが[8]、その後2016年2月発売の241号を最終号として休刊となった[5]。
  - G-men小説スペシャル - 2006年に4月増刊号として発行された。
- SUPER SM-Z - 季刊誌、のちに不定期刊行化[9]。2004年12月創刊[10]。1999年創刊の『SM-Z』を前身とする[10]。通巻34号。

### 漫画誌
- 爆男 - 2004年創刊 既刊6巻
- 激男 - 2005年創刊 既刊14巻
- 裏 激男（ウラゲキ） - 2007年創刊 既刊5巻
- GBless - 2009年創刊 既刊10巻
- コミックG.G. - 2011年創刊 既刊13巻

### 漫画単行本
2017年
- 鴉の塒 -カラスのねぐら-／ヒコ（原作：廣岡仁）

2016年
- トレーニング・ドッグ 新装版／櫂まこと

2015年
- 奴隷犬 徹也／戦艦コモモ（原作：城平海）
- 探偵物語／菅嶋さとる（原作：小玉オサム）
- アブない関係 新装版／NODAガク
- 怒れる男 FLOWER 新装版／ばんじゃく
- 仰ゲバ尊シ 新装版／児雷也
- SMCA001 新装版／SMCA編集部
- 琉球嘉例吉抄 太陽が呼んでいる 新装版／戦艦コモモ
- ひこうき雲 戦艦コモモ短編漫画集3／戦艦コモモ
- 三羽のカラス 特盛り！ 新装版／児雷也
- ひゃっかんブギ 新装版／くじら
- 奴隷島 野郎責め同好会 新装版／高畠次郎
- 激情男児!! 晃次郎短編漫画集／晃次郎
- アナザー・ラブ-Another Love- ヒコ短編漫画集／ヒコ
- 神楽舞 新装版／戎橋政造（原作：城平海）
- 法衣の下の肉／ヒコ（原作：小玉オサム）

2014年
- 体育教師 完全版-コンプリート-／戦艦コモモ（原作：江島厚）
- 8月の居候 第1巻／くじら
- 愛のキセキ 市川和秀短編漫画集／市川和秀
- 怒れる男 FLOWER／ばんじゃく

2013年
- 男達と秘密の十三夜 NODAガク短編漫画集／NODAガク
- 田舎暮し 02／ヒコ
- 体育教師 戦艦コモモ短編漫画集／戦艦コモモ
- 続 極楽コロシアム!! 熊田プウ助大全集III／熊田プウ助
- 富士見荘日記 小日向短編集／小日向
- トレーニング・ドッグ／櫂まこと
- 風雲！男子寮 戎橋政造短編漫画集2／戎橋政造
- FIRE CODE 02／市川和秀

2012年
- 琉球嘉例吉抄 太陽が呼んでいる 2／戦艦コモモ
- 三羽のカラス 特盛り／児雷也
- 島のおまわりさん 完全版／戎橋政造（原作：小玉オサム）
- 田舎暮し 01／ヒコ
- Burst Beast 完全版／戎橋政造
- 純情!!／平良雷蔵
- ROKU 2／菅嶋さとる

2011年
- 駅前不動産屋繁盛記 戦艦コモモ短編漫画集／戦艦コモモ
- ハナユケ！／戎橋政造（原作：南風鈴）
- FIRE CODE 01／市川和秀
- 現場監督淫刑／市川和秀
- アブない関係／NODAガク

2010年
- ROKU 1／菅嶋さとる
- 白い血のゆくえ 下巻／くじら
- 白い血のゆくえ 上巻／くじら
- 恋心／市川和秀
- 三千世界の烏を殺し 完全版／松崎司
- 島のおまわりさん／戎橋政造（原作：小玉オサム）
- 琉球嘉例吉抄 太陽が呼んでいる／戦艦コモモ

2009年
- 荒ぶる／立川アキラ
- ただ今工事中！／巽大悟
- 山椒は小粒で／松崎司
- 新米銀行員 九竜光司の受難／松武
- 勝色の恋／市川和秀
- 月下獄経 下巻／戎橋政造
- 月下獄経 上巻／戎橋政造
- SMCA003愛蔵版 奴隷島 野郎責め同好会／高畠次郎
- SMCA（SMコミックアンソロジー）002／SMCA編集部
- 三羽のカラス／児雷也
- 熊田プウ助大全集II 極楽コロシアム／熊田プウ助
- 神楽舞／戎橋政造（原作：城平海）

2008年
- ハテルマジャーニー／MELU（原作：城平海）
- SMCA（SMコミックアンソロジー）001／SMCA編集部
- 出玉炸裂！ 戎橋政造短編漫画集／戎橋政造
- 神と俺様／スズカケシュウジ
- ラムネイッキ 山田参助短編漫画集／山田参助
- もっとあなたをしりたくて／吉野まつり
- ひゃっかんブギ／くじら
- 極上親父!!／松武
- 魚屋健介／戎橋政造（原作：小玉オサム）
- 鉄の驢馬／ZIN
- 覗機関狂威蜜／松崎司

2007年
- 熊田プウ助大全集／熊田プウ助
- WILD WORLD／平良雷蔵
- Four Seasons／MELU（原作：城平海）
- Burst Beast／戎橋政造
- 男気！／市川和秀
- 田舎のもてなし／戎橋政造（原作：小玉オサム）
- 閃光-フラッシュ-／葉雪（原作：廣岡仁）
- 進め！陸・海・空／松武
- 仰ゲバ尊シ／児雷也

2006年
- 三千世界の烏を殺し／松崎司
- 風の行方-完全限定版-／仁武GYM

2005年
- 天守に棲む鬼/軍次 田亀源五郎短編集／田亀源五郎
- 黒田組曲輪逢引／松崎司
- エキストラゴング／平ひろ
- ナツノカッパ／市川和秀
- ミルク 3／野原くろ
- ミルク 2／野原くろ
- ミルク 1／野原くろ

2004年
- PRIDE 下巻／田亀源五郎
- 五人部屋 新装版／児雷也
- PRIDE 中巻／田亀源五郎
- PRIDE 上巻／田亀源五郎

### 小説単行本
- 暁けない夜明け／小玉オサム（2015年）
- 愛恋無限 野郎への道程新装版／江島厚（2015年）
- 体育教師 新装版／江島厚（2015年）
- NIGHT AND DAY-ナイト アンド デイ-／小玉オサム （2014年）
- 青いモノクローム／城平海 （2010年）
- 若者狩り／笹岡作治 （2008年）
- ハテルマ・ジャーニー ～ハッピーロードをもう一度～／城平海 （2007年）
- 体育教師 江島厚短編集II／江島厚 （2007年）
- 野郎への道程 江島厚作品集I／江島厚 （2007年）
- アンナ・カハルナ／城平海 （2005年）
- Four Seasons ～季節は過ぎて街はまた緑に染まる～／城平海 （2005年）

### 一般書籍
- ゲイナビ FINAL （ゲイビジネス総合ガイドブック 2015年）
- 児雷也1998-2012 art works of JIRAIYA （画集 2012年）
- ゲイナビ’10 （ゲイビジネス総合ガイドブック 2010年）
- ゲイナビ’09 （ゲイビジネス総合ガイドブック 2009年）
- ゲイナビ’08 （ゲイビジネス総合ガイドブック 2008年）
- ゲイナビ’07 （ゲイビジネス総合ガイドブック 2007年）